# Pawłowski III

Herb Pawłowski III według J.K.Ostrowskiego

Pawłowski III (Pawłowski III cz. Leliwa odm.) – polski herb szlachecki, odmiana herbu Leliwa.

## Opis herbu
Juliusz Karol Ostrowski blazonuje herb następująco:
Na tarczy – między sześciopromienną gwiazdą i półksiężycem – pas poprzeczny. Nad hełmem w koronie trzy pióra strusie. Labry.
Istnieje rozbieżność w nazwie tego herbu u Ostrowskiego – autor w części I swojej książki (wizerunki herbów) nazywa ten herb Pawłowski III, natomiast w części II (opisy herbów) – Pawłowski II. Zamieszczony wizerunek herbu odbiega także od opisu – półksiężyc jest tu z twarzą.

## Najwcześniejsze wzmianki
Herb miał przysługiwać Pawłowskim prawdopodobnie herbu Leliwa polskiego pochodzenia na Śląsku, w Czechach i dawniej w poznańskiem. Rodzina ta miała też otrzymać tytuł baronów czeskich (zobacz herb Pawłowski IV).

## Herbowni
Herb ten  przysługiwał tylko jednemu rodowi herbownych:
Pawłowski.